# فرودگاه گوندام
فرودگاه گوندام (به انگلیسی: Goundam Airport) یک فرودگاه با کد یاتا GUD است . این فرودگاه در کشور مالی قرار دارد .